# Ismene Krishnadath
Ismene Shakuntal Debi Krishnadath (Paramaribo, 25 de enero de 1956) es una escritora nativa de Surinam.

## Vida
Entre los seis y doce años de edad, Ismene vivió en Utrecht. Concurrió a la escuela secundaria en Paramaribo antes de realizar estudios de Educación en la Universidad de Utrecht. En 1979, regresó a Surinam. Durante diez años fue profesora en diversos institutos, y desde 1990, fue elegida por sus dotes como consultora para promover una expresión libre. Formó parte del movimiento para una educación progresiva Kenki Skoro [Cambio de la educación] y escribió el manual de enseñanza Dayenne Angel. En 1989 Krishnadath fundó una casa editorial y oficina de artes gráficas: Publishing Services, Surinam, y un editor de libros para niños: Lees mee. A pir de dicha fecha publicó un gran número de libros para niños y jóvenes, la mayoría de ellos ilustrados por Gerold Slijngard. Ella recibió el premio Nacional de Literatura para Jóvenes del período 1989-1991. Krishnadath también escribió libros para adultos. Actualmente es la directora general del "Grupo de Escritores 77" de Surinam. 

## Obra
Ismene escribe en neerlandés de Surinam estándar y flexible, con una fantasía que fácilmente conecta elementos propios de Surinam con otros fuera de lo común en variados aportes, fantásticos. Krishnadath crea figuras de identificación para los niños de Surinam, los personajes de sus historias viven bajo ciertos principios, pero rara vez recurre a un moralismo enfático: ella es consciente de que, en la fantasía de un niño, personajes como Batman o el pato Donald son atractivos por el solo hecho de nadar o simplemente ser divertidos. En el contexto de Surinam, Anansi es una figura ideal para sus historias propagando humor y optimismo.

## Libros

### Para niños
- De flaporen van Amar (1989)
- Nieuwe streken van koniman Anansi (1989)
- Lees mee (1989-91; 4 dln), waarvan met afzonderlijke titel:
  - Mier-na de mier-in (1990)
  - Gevoelens (1991)
- Bruine bonen met zoutvlees (1992)
- Het zoo-syndroom: een Anansiverhaal (1992)
- De vangst van Pake Djasidin (1992)
- Veren voor de piai (1992)
- Reken mee (1993)
- Seriba in de schelp (1996)
- De groene fles (1997)
- B'Anansi keert terug naar de eenentachtigste afslag (1997)
- De opdracht van Fodewroko (2001)
- De legende van Çakuntela van het Groene Continent (2004)
- Kook mee; een kook- en verhalenboek voor meisjes èn jongens 8-15 jaar (2006)

### Para adultos
- Didaktische werkvormen voor het voortgezet onderwijs (1987; met D. Angel & M. v. Leeuwaarde)
- Paulo Freire; een bijdrage voor de Surinaamse onderwijsleerkrachten (1988; met D. Angel)
- Lijnen van liefde (1990; roman)
- Handleiding voor het onderwijzen (1990; met D. Angel)
- Vrouwenbundel (1993; bloemlezing, redactie)
- Satyem (1995, roman)
- Indo-ethnic roots and… [more]: Reflections on the non-ethnic orientation of Surinamese writers and their contribution in defining the concept of Caribbean identity. Van hindostaanse herkomst en… [lees verder]: De niet-etnische oriëntatie van Surinaamse schrijvers en hun bijdrage aan de definiëring van het concept van Caribische identiteit. (2008, essay)

Zij droeg ook bij aan de Engelstalige bloemlezing uit de Surinaamse literatuur Diversity is power (2007).